# Federação de Futebol da Síria
A Federação de Futebol da Síria (em árabe: الاتحاد السوري لكرة القدم) (em inglês:  Syrian Arab Federation for Football, SASF) é o órgão dirigente do futebol da Síria, responsável pela organização dos campeonatos disputados no país, bem como os jogos da seleção nacional nas diferentes categorias. Foi fundada em 1936 e é filiada à Federação Internacional de Futebol (FIFA) desde 1937 e à Confederação Asiática de Futebol (AFC) desde 1970. Ahmad Jabban é o atual presidente da entidade.